# Nieuwe watertoren (Zevenbergen)
De nieuwe watertoren in de Nederlandse stad Zevenbergen werd in 1947 gebouwd, ter vervanging van de in de Tweede Wereldoorlog verwoeste oude watertoren.
De toren is ontworpen door de architect C.H. de Bever. De watertoren heeft een hoogte van 39,6 m en een waterreservoir van 600 m³.